# Mój najlepszy przyjaciel
Mój najlepszy przyjaciel (fr. Mon meilleur ami) – francuski film komediowy z 2006 roku.

## Opis fabuły
Główny bohater, sprzedawca antyków François (Daniel Auteuil) jest człowiekiem nieuprzejmym,  egoistycznym i skoncentrowanym na sobie. Pewnego dnia zakłada się ze swoją wspólniczką, że przyprowadzi na spotkanie z nią swojego najlepszego przyjaciela. Wspólniczka jest pewna, że François nie ma przyjaciół i zakłada się o najwyższą stawkę – cenną antyczną wazę.
François rozpoczyna gorączkowe poszukiwania przyjaciela. Zaczepia znajomych z branży, a nawet odwiedza kolegów z podstawówki. Jednak nikt nie chce utrzymywać ani odświeżać z nim kontaktu. Wtedy poznaje miłego taksówkarza Bruna. Po namowach zgadza się on nauczyć François, jak być miłym i życzliwym.

## Obsada
- Daniel Auteuil jako François Coste
- Dany Boon jako Bruno Bouley
- Julie Gayet jako Catherine
- Julie Durand jako Louise Coste
- Jacques Mathou jako ojciec Bruna
- Marie Pillet jako matka Bruna
- Élisabeth Bourgine jako Julia
- Henri Garcin jako Étienne Delamotte
- Jacques Spiesser jako Leterrier
- Philippe du Janerand jako Luc Lebinet